# New Washington (Ohio)
New Washington és una població dels Estats Units a l'estat d'Ohio. Segons el cens del 2000 tenia 987 habitants.

## Demografia
Segons el cens del 2000, New Washington tenia 987 habitants, 393 habitatges, i 275 famílies. La densitat de població era de 300,1 habitants/km².
Dels 393 habitatges en un 32,1% hi vivien nens de menys de 18 anys, en un 58,3% hi vivien parelles casades, en un 8,7% dones solteres, i en un 30% no eren unitats familiars. En el 27,7% dels habitatges hi vivien persones soles el 12,7% de les quals corresponia a persones de 65 anys o més que vivien soles. El nombre mitjà de persones vivint en cada habitatge era de 2,5 i el nombre mitjà de persones que vivien en cada família era de 3,07.
Per edats la població es repartia de la següent manera: un 25,7% tenia menys de 18 anys, un 7,8% entre 18 i 24, un 28,9% entre 25 i 44, un 24,2% de 45 a 60 i un 13,4% 65 anys o més.
L'edat mediana era de 37 anys. Per cada 100 dones de 18 o més anys hi havia 92,4 homes.
La renda mediana per habitatge era de 41.563 $ i la renda mediana per família de 46.875 $. Els homes tenien una renda mediana de 34.167 $ mentre que les dones 24.489 $. La renda per capita de la població era de 16.765 $. Aproximadament el 2,4% de les famílies i el 6,3% de la població estaven per davall del llindar de pobresa.

## Poblacions més properes
El següent diagrama mostra les poblacions més properes.